# Unie van Vrije Democraten
De Unie van Vrije Democraten (Bulgaars: Съюз на свободните демократи, Sajoez na svobodnite demokrati), is een Bulgaarse partij. De SSD werd in 2001 opgericht door Stefan Sofijanski, oud-burgemeester van Sofia. Sofijanski maakte voor die tijd uit van Unie van Democratische Krachten (SDS).
De SSD deed in 2001 mee aan de parlementsverkiezingen als onderdeel van de Verenigde Democratische Krachten (ODS). Bij de parlementsverkiezingen van 25 juni 2005 deed de SSD evenwel mee als onderdeel van de Bulgaarse Volksunie (BNS). Bij de die verkiezingen behaalde de 5,7% van de stemmen, goed voor 13 van de 240 zetels tellende Narodno Sobranie (Nationale Vergadering).

## Voorzitter
- Stefan Sofijanski — 2001-heden